# Liste der Fürstbischöflichen Delegaten für Brandenburg und Pommern
Die Fürstbischöflichen Delegaten für Brandenburg und Pommern leiteten den 1821 geschaffenen Fürstbischöflichen Delegaturbezirk für Brandenburg und Pommern.

## Die Apostolische Delegatur für Brandenburg und Pommern von 1821 bis 1930
Die Apostolische Delegatur für Brandenburg und Pommern wurde am 16. Juli 1821 für Preußen mit der Päpstlichen Bulle De salute animarum und mit dem dazugehörigen Breve Quod de fidelium durch Papst Pius VII. gegründet. Die Neuordnung führte dazu, dass die Fürstbischöfliche Delegatur für Brandenburg und Pommern errichtet wurde. Das damit verbundene Amt des Propstes von Sankt Hedwig in Berlin wurde zudem verknüpft mit dem Amt eines Breslauer Delegaten und Domherren.
Der Delegaturbezirk war der katholische Jurisdiktionsbezirk des Fürstbistums Breslau für Pommern (ohne die Landkreise Bütow und Lauenburg in Pomm.) und Brandenburg (ohne Niederlausitz/Neumark), aus dem am 13. August 1930 das Bistum Berlin hervorging.
Der Fürstbischöfliche Delegat für Brandenburg und Pommern gehörte dem Kreis derjenigen an, die den Breslauer Fürstbischof wählten.

## Fürstbischöfliche Delegaten
Die folgenden Personen waren als Fürstbischöflicher Delegat für Brandenburg und Pommern sowie Propst an Sankt Hedwig in Berlin tätig:
| Nr. | Delegat                       | von  | bis  | Beschreibung | Darstellung | Wappen |
| --- | ----------------------------- | ---- | ---- | ------------ | ----------- | ------ |
| 01  | Johannes Ambrosius Taube      | 1821 | 1823 |              |             |        |
| 02  | Hubert Auer                   | 1824 | 1826 |              |             |        |
| 03  | Nikolaus Fischer              | 1829 | 1836 |              |             |        |
| 04  | Georg Anton Brinkmann         | 1836 | 1849 |              |             |        |
| 05  | Wilhelm Emmanuel von Ketteler | 1849 | 1850 |              |             |        |
| 06  | Leopold Pelldram              | 1850 | 1864 |              |             |        |
| 07  | Franz Xaver Karker            | 1860 | 1870 |              |             |        |
| 08  | Robert Herzog                 | 1870 | 1882 |              |             |        |
| 09  | Johannes Maria Assmann        | 1882 | 1888 |              |             |        |
| 10  | Joseph Jahnel                 | 1889 | 1897 |              |             |        |
| 11  | Karl Neuber                   | 1897 | 1905 |              |             |        |
| 12  | Carl Kleineidam               | 1905 | 1920 |              |             |        |
| 13  | Josef Deitmer                 | 1920 | 1929 |              |             |        |
| 14  | Christian Schreiber           | 1929 | 1930 |              |             |        |